# Milwaukie
Milwaukie és una població dels Estats Units a l'estat d'Oregon. Segons el cens del 2006 tenia 20.835 habitants.

## Demografia
Segons el cens del 2000, Milwaukie tenia 20.490 habitants, 8.561 habitatges, i 5.282 famílies. La densitat de població era de 1.644,7 habitants per km².
Dels 8.561 habitatges en un 28,3% hi vivien nens de menys de 18 anys, en un 45,8% hi vivien parelles casades, en un 11,3% dones solteres, i en un 38,3% no eren unitats familiars. En el 30,3% dels habitatges hi vivien persones soles el 10,4% de les quals corresponia a persones de 65 anys o més que vivien soles. El nombre mitjà de persones vivint en cada habitatge era de 2,35 i el nombre mitjà de persones que vivien en cada família era de 2,93.
Per edats la població es repartia de la següent manera: un 22,8% tenia menys de 18 anys, un 8,1% entre 18 i 24, un 31,2% entre 25 i 44, un 24,1% de 45 a 60 i un 13,7% 65 anys o més.
L'edat mediana era de 38 anys. Per cada 100 dones de 18 o més anys hi havia 89,6 homes.
La renda mediana per habitatge era de 43.635$ i la renda mediana per família de 51.649$. Els homes tenien una renda mediana de 36.674$ mentre que les dones 29.957$. La renda per capita de la població era de 21.342$. Aproximadament el 6,2% de les famílies i el 7,6% de la població estaven per davall del llindar de pobresa.

## Poblacions més properes
El següent diagrama mostra les poblacions més properes.